# Liste der Nummer-eins-Hits in Frankreich (1981)
Diese Liste enthält alle Nummer-eins-Hits in Frankreich im Jahr 1981. Es gab in diesem Jahr 13 Nummer-eins-Singles und 11 Nummer-eins-Alben.

## Singles
| | Liste der Nummer-eins-Hits in Frankreich | Liste der Nummer-eins-Hits in Frankreich | Liste der Nummer-eins-Hits in Frankreich                                                    | 1982 →                    |
| \| Zeitraum \| Wo. ges. \| Interpret \| Titel Autor(en) \| Zusätzliche Informationen \| \| (Zeitraum, Wochen auf Platz eins, Interpret, Titel, Autor[en], zusätzliche Informationen) \| \| \| \| \| \| ----------------------------------------------------------------------------------------- \| -------- \| ----------------- \| ------------------------------------------------------------------------------------------- \| ------------------------- \| \| 28. November 1980 – 15. Januar 1981 7 Wochen \| 7 \| Barbra Streisand \| Woman in Love Barry Alan Gibb, Robin Gibb \| – \| \| 16. Januar 1981 – 29. Januar 1981 2 Wochen \| 2 \| Eddy Mitchell \| Couleur menthe a l’eau Musik: Pierre Papadiamandis; Text: Claude Lucien Moine \| – \| \| 30. Januar 1981 – 26. März 1981 8 Wochen \| 8 \| Richard Sanderson \| Reality Musik: Vladimir Cosma; Text: Jeff Jordan \| – \| \| 27. März 1981 – 16. April 1981 3 Wochen (insgesamt 6) \| 6 \| Jona Lewie \| Stop the Cavalry Jona Lewie \| – \| \| 17. April 1981 – 23. April 1981 1 Woche \| 1 \| Alain Bashung \| Vertige de l’amour Alain Bashung, Boris Bergman \| – \| \| 24. April 1981 – 14. Mai 1981 3 Wochen (insgesamt 6) \| 6 \| Jona Lewie \| Stop the Cavalry Jona Lewie \| – \| \| 15. Mai 1981 – 28. Mai 1981 2 Wochen \| 2 \| Phil Collins \| In the Air Tonight Phillip David Charles Collins \| – \| \| 29. Mai 1981 – 9. Juli 1981 6 Wochen \| 6 \| Herbert Leonard \| Pour le plaisir Musik: Ronan Lepers; Text: Vline Buggy, Claude Carmone \| – \| \| 10. Juli 1981 – 23. Juli 1981 2 Wochen \| 2 \| Elton John \| J’veux d’la tendresse Jean-Paul Dreau \| – \| \| 24. Juli 1981 – 1. Oktober 1981 10 Wochen (insgesamt 11) \| 11 \| Kim Carnes \| Bette Davis Eyes Sharon Lee Myers, Donna Terry Weiss \| – \| \| 2. Oktober 1981 – 22. Oktober 1981 3 Wochen (insgesamt 4) \| 4 \| Jean Schultheis \| Confidence pour confidence Jean Edouard Louis Schultheis \| – \| \| 23. Oktober 1981 – 29. Oktober 1981 1 Woche (insgesamt 11) \| 11 \| Kim Carnes \| Bette Davis Eyes Sharon Lee Myers, Donna Terry Weiss \| – \| \| 30. Oktober 1981 – 5. November 1981 1 Woche \| 1 \| J. J. Lionel \| La danse des canards Musik: Werner Thomas; Text: Terry Rendall, Eric Genty, George Delfosse \| – \| \| 6. November 1981 – 19. November 1981 2 Wochen \| 2 \| Michel Berger \| Mademoiselle Chang Michel Berger \| – \| \| 20. November 1981 – 26. November 1981 1 Woche (insgesamt 4) \| 4 \| Jean Schultheis \| Confidence pour confidence Jean Edouard Louis Schultheis \| – \| \| 27. November 1981 – 14. Januar 1982 7 Wochen \| 7 \| Ennio Morricone \| Chi Mai Ennio Morricone, Carlo Nistri \| – \| |                                          |                                          |                                                                                             |                           |
| |                                          |                                          |                                                                                             | → 1982 →                  |
| Zeitraum | Wo. ges.                                 | Interpret                                | Titel Autor(en)                                                                             | Zusätzliche Informationen |
| (Zeitraum, Wochen auf Platz eins, Interpret, Titel, Autor[en], zusätzliche Informationen) |                                          |                                          |                                                                                             |                           |
| 28. November 1980 – 15. Januar 1981 7 Wochen | 7                                        | Barbra Streisand                         | Woman in Love Barry Alan Gibb, Robin Gibb                                                   | –                         |
| 16. Januar 1981 – 29. Januar 1981 2 Wochen | 2                                        | Eddy Mitchell                            | Couleur menthe a l’eau Musik: Pierre Papadiamandis; Text: Claude Lucien Moine               | –                         |
| 30. Januar 1981 – 26. März 1981 8 Wochen | 8                                        | Richard Sanderson                        | Reality Musik: Vladimir Cosma; Text: Jeff Jordan                                            | –                         |
| 27. März 1981 – 16. April 1981 3 Wochen (insgesamt 6) | 6                                        | Jona Lewie                               | Stop the Cavalry Jona Lewie                                                                 | –                         |
| 17. April 1981 – 23. April 1981 1 Woche | 1                                        | Alain Bashung                            | Vertige de l’amour Alain Bashung, Boris Bergman                                             | –                         |
| 24. April 1981 – 14. Mai 1981 3 Wochen (insgesamt 6) | 6                                        | Jona Lewie                               | Stop the Cavalry Jona Lewie                                                                 | –                         |
| 15. Mai 1981 – 28. Mai 1981 2 Wochen | 2                                        | Phil Collins                             | In the Air Tonight Phillip David Charles Collins                                            | –                         |
| 29. Mai 1981 – 9. Juli 1981 6 Wochen | 6                                        | Herbert Leonard                          | Pour le plaisir Musik: Ronan Lepers; Text: Vline Buggy, Claude Carmone                      | –                         |
| 10. Juli 1981 – 23. Juli 1981 2 Wochen | 2                                        | Elton John                               | J’veux d’la tendresse Jean-Paul Dreau                                                       | –                         |
| 24. Juli 1981 – 1. Oktober 1981 10 Wochen (insgesamt 11) | 11                                       | Kim Carnes                               | Bette Davis Eyes Sharon Lee Myers, Donna Terry Weiss                                        | –                         |
| 2. Oktober 1981 – 22. Oktober 1981 3 Wochen (insgesamt 4) | 4                                        | Jean Schultheis                          | Confidence pour confidence Jean Edouard Louis Schultheis                                    | –                         |
| 23. Oktober 1981 – 29. Oktober 1981 1 Woche (insgesamt 11) | 11                                       | Kim Carnes                               | Bette Davis Eyes Sharon Lee Myers, Donna Terry Weiss                                        | –                         |
| 30. Oktober 1981 – 5. November 1981 1 Woche | 1                                        | J. J. Lionel                             | La danse des canards Musik: Werner Thomas; Text: Terry Rendall, Eric Genty, George Delfosse | –                         |
| 6. November 1981 – 19. November 1981 2 Wochen | 2                                        | Michel Berger                            | Mademoiselle Chang Michel Berger                                                            | –                         |
| 20. November 1981 – 26. November 1981 1 Woche (insgesamt 4) | 4                                        | Jean Schultheis                          | Confidence pour confidence Jean Edouard Louis Schultheis                                    | –                         |
| 27. November 1981 – 14. Januar 1982 7 Wochen | 7                                        | Ennio Morricone                          | Chi Mai Ennio Morricone, Carlo Nistri                                                       | –                         |

## Alben
| | Liste der Nummer-eins-Hits in Frankreich | Liste der Nummer-eins-Hits in Frankreich | Liste der Nummer-eins-Hits in Frankreich                | 1982 →                    |
| \| Zeitraum \| Wo. ges. \| Interpret \| Titel \| Zusätzliche Informationen \| \| (Zeitraum, Wochen auf Platz eins, Interpret, Titel, zusätzliche Informationen) \| \| \| \| \| \| ------------------------------------------------------------------------------ \| -------- \| ------------------ \| ------------------------------------------------------- \| ------------------------- \| \| 26. Dezember 1980 – 1. Januar 1981 1 Woche \| 1 \| Barbra Streisand \| Guilty \| – \| \| 2. Januar 1981 – 22. Januar 1981 3 Wochen (insgesamt 9) \| 9 \| Stevie Wonder \| Hotter Than July \| – \| \| 23. Januar 1981 – 29. Januar 1981 1 Woche (insgesamt 5) \| 5 \| (Soundtrack) \| La boum \| – \| \| 30. Januar 1981 – 12. Februar 1981 2 Wochen (insgesamt 9) \| 9 \| Stevie Wonder \| Hotter Than July \| – \| \| 13. Februar 1981 – 12. März 1981 4 Wochen (insgesamt 5) \| 5 \| (Soundtrack) \| La boum \| – \| \| 13. März 1981 – 9. April 1981 4 Wochen \| 4 \| Phil Collins \| Face Value \| – \| \| 10. April 1981 – 11. Juni 1981 9 Wochen \| 9 \| Stray Cats \| Stray Cats \| – \| \| 12. Juni 1981 – 9. Juli 1981 4 Wochen \| 4 \| Alain Bashung \| Pizza \| – \| \| 10. Juli 1981 – 13. August 1981 5 Wochen \| 5 \| Jean Michel Jarre \| Chants magnétiques \| – \| \| 14. August 1981 – 8. Oktober 1981 8 Wochen \| 8 \| Kim Carnes \| Mistaken Identity \| – \| \| 9. Oktober 1981 – 12. November 1981 5 Wochen \| 5 \| The Rolling Stones \| Tattoo You \| – \| \| 13. November 1981 – 30. Dezember 1981 7 Wochen (insgesamt 11) \| 11 \| (Soundtrack) \| Le professionnel \| – \| \| 31. Dezember 1981 – 7. Januar 1982 1 Woche \| 1 \| David Bowie \| Christiane F. – Wir Kinder vom Bahnhof Zoo (Soundtrack) \| – \| |                                          |                                          |                                                         |                           |
| |                                          |                                          |                                                         | → 1982 →                  |
| Zeitraum | Wo. ges.                                 | Interpret                                | Titel                                                   | Zusätzliche Informationen |
| (Zeitraum, Wochen auf Platz eins, Interpret, Titel, zusätzliche Informationen) |                                          |                                          |                                                         |                           |
| 26. Dezember 1980 – 1. Januar 1981 1 Woche | 1                                        | Barbra Streisand                         | Guilty                                                  | –                         |
| 2. Januar 1981 – 22. Januar 1981 3 Wochen (insgesamt 9) | 9                                        | Stevie Wonder                            | Hotter Than July                                        | –                         |
| 23. Januar 1981 – 29. Januar 1981 1 Woche (insgesamt 5) | 5                                        | (Soundtrack)                             | La boum                                                 | –                         |
| 30. Januar 1981 – 12. Februar 1981 2 Wochen (insgesamt 9) | 9                                        | Stevie Wonder                            | Hotter Than July                                        | –                         |
| 13. Februar 1981 – 12. März 1981 4 Wochen (insgesamt 5) | 5                                        | (Soundtrack)                             | La boum                                                 | –                         |
| 13. März 1981 – 9. April 1981 4 Wochen | 4                                        | Phil Collins                             | Face Value                                              | –                         |
| 10. April 1981 – 11. Juni 1981 9 Wochen | 9                                        | Stray Cats                               | Stray Cats                                              | –                         |
| 12. Juni 1981 – 9. Juli 1981 4 Wochen | 4                                        | Alain Bashung                            | Pizza                                                   | –                         |
| 10. Juli 1981 – 13. August 1981 5 Wochen | 5                                        | Jean Michel Jarre                        | Chants magnétiques                                      | –                         |
| 14. August 1981 – 8. Oktober 1981 8 Wochen | 8                                        | Kim Carnes                               | Mistaken Identity                                       | –                         |
| 9. Oktober 1981 – 12. November 1981 5 Wochen | 5                                        | The Rolling Stones                       | Tattoo You                                              | –                         |
| 13. November 1981 – 30. Dezember 1981 7 Wochen (insgesamt 11) | 11                                       | (Soundtrack)                             | Le professionnel                                        | –                         |
| 31. Dezember 1981 – 7. Januar 1982 1 Woche | 1                                        | David Bowie                              | Christiane F. – Wir Kinder vom Bahnhof Zoo (Soundtrack) | –                         |